# Philypnodon
Philypnodon – rodzaj ryb z rodziny eleotrowatych.

## Klasyfikacja
Gatunki zaliczane do tego rodzaju:
- Philypnodon grandiceps
- Philypnodon macrostomus